# 越南社会主义共和国主席
越南社会主义共和国主席（越南语：／?），在越南简称国家主席（越南语：／?），是名义上国家元首的职务。在越南政治中，国家主席屬於被稱為「四柱」的四大領導人之一，地位一般仅次于作为最高领导人的越共中央总书记。越南於第一届国会至第六届国会设立该职位，第七届国会至第八届国会不设国家主席职务，由越南國會常務委員會主席集体代表国家元首。第九届国会起恢复以前做法，复设国家主席职务。
根据越南宪法，当国家主席职务出现空缺时，由副主席暂时代理，直至越南国会选出新一任国家主席为止。新任国家主席将完成上一任国家主席剩余的任期。
现任越南社会主义共和国主席是梁強，在越南第十五届国会第八次会议上当选国家主席，接替兼任越共中央总书记的苏林。

## 职责
- 公布宪法、法律。
- 领导军队，担任国防和安全委员会主席。
- 向国会提议国家副主席、政府总理、最高人民法院院长、最高人民检察院院长的任命和罢免，向国会提交国防与安全委员会委员名单。
- 国会或根据国会常务委员会的决议，进行政府副总理、部长及政府以外的成员的任命和罢免。
- 国会或根据国会常务委员会的决议，宣布战争事态。
- 国会或根据国会常务委员会的决议，发布总动员令及部分动员令，宣布全国及特定地区的紧急状态。
- 任命和罢免最高人民法院副院长、最高人民检察院副院长。
- 對高级将校、外交官、其他职位和阶级的官吏，授予勋章、纪念章、国家的荣誉及通知奖。
- 进行驻外全权大使的任命和召回，接受外国的大使。代表越南社会主义共和国，在与他国的最高领导人的间进行国际条约的谈判及缔结。国家主席签订的国际条约受到国会的批准生效。
- 授予或剥夺公民的越南国籍。
- 根据国会或国会常务委员会的决议，宣布大赦。
- 给予特赦。
- 向国会提交法律方案。
- 依职权颁布命令及决定。
- 有出席国会常务委员会会议的资格。

## 历任主席
| 序号                                          | 肖像               | 姓名                    | 在职               | 离职               | 政党               | 备注                                               |
| 越南民主共和国主席                            | 越南民主共和国主席 | 越南民主共和国主席      | 越南民主共和国主席 | 越南民主共和国主席 | 越南民主共和国主席 | 越南民主共和国主席                                 |
| --------------------------------------------- | ------------------ | ----------------------- | ------------------ | ------------------ | ------------------ | -------------------------------------------------- |
| 1                                             |                    | 胡志明 （1890－1969）   | 1946年3月2日       | 1969年9月2日       | 越南劳动党         | 兼任越南勞動黨中央委員會主席，任内病逝             |
| 2                                             |                    | 孙德胜 （1888－1980）   | 1969年9月3日       | 1976年7月2日       | 越南劳动党         |                                                    |
| 越南社会主义共和国主席                        |                    |                         |                    |                    |                    |                                                    |
| (2)                                           |                    | 孙德胜 （1888年－1980） | 1976年7月2日       | 1980年3月30日      | 越南共产党         | 任内病逝                                           |
| 代理                                          |                    | 阮友壽 （1910－1996）   | 1980年3月30日      | 1981年7月4日       | 越南共产党         |                                                    |
| 国会常务委員會主席 （1981－1987年为集体領導） |                    |                         |                    |                    |                    |                                                    |
| 3                                             |                    | 长征 （1907－1988）     | 1981年7月4日       | 1987年6月18日      | 越南共产党         |                                                    |
| 4                                             |                    | 武志公 （1912－2011）   | 1987年6月18日      | 1992年9月22日      | 越南共产党         |                                                    |
| 越南社会主义共和国主席                        |                    |                         |                    |                    |                    |                                                    |
| 5                                             |                    | 黎德英 （1920－2019）   | 1992年9月22日      | 1997年9月24日      | 越南共产党         | 越南人民军大将                                     |
| 6                                             |                    | 陈德良 （1937－2025）   | 1997年9月24日      | 2006年6月27日      | 越南共产党         |                                                    |
| 7                                             |                    | 阮明哲 （1942－）       | 2006年6月27日      | 2011年7月25日      | 越南共产党         |                                                    |
| 8                                             |                    | 张晋创 （1949－）       | 2011年7月25日      | 2016年4月2日       | 越南共产党         |                                                    |
| 9                                             |                    | 陈大光 1956－2018）     | 2016年4月2日       | 2018年9月21日      | 越南共产党         | 越南人民公安大将，任内病逝                         |
| 代理                                          |                    | 邓氏玉盛 （1959－）     | 2018年9月21日      | 2018年10月23日     | 越南共产党         |                                                    |
| 10                                            |                    | 阮富仲 （1944－2024）   | 2018年10月23日     | 2021年4月5日       | 越南共产党         | 兼任越共中央总书记                                 |
| 11                                            |                    | 阮春福 （1954－）       | 2021年4月5日       | 2023年1月18日      | 越南共产党         | 辭職                                               |
| 代理                                          |                    | 武氏映春 （1970－）     | 2023年1月18日      | 2023年3月2日       | 越南共产党         |                                                    |
| 12                                            |                    | 武文賞 （1970－）       | 2023年3月2日       | 2024年3月21日      | 越南共产党         | 辭職                                               |
| 代理                                          |                    | 武氏映春 （1970－）     | 2024年3月21日      | 2024年5月22日      | 越南共产党         |                                                    |
| 13                                            |                    | 蘇林 （1957－）         | 2024年5月22日      | 2024年10月21日     | 越南共产党         | 越南人民公安大将，2024年8月3日起兼任越共中央总书记 |
| 14                                            |                    | 梁強 （1957－）         | 2024年10月21日     | 現任               | 越南共产党         | 越南人民軍陸軍大將                                 |

## 在世前任国家主席
截至2025年6月，在世的前任越南国家主席有5位，他们是（根据任期先后排列）：
| 姓名   | 任期                          | 出生日期       |
| ------ | ----------------------------- | -------------- |
| 阮明哲 | 2006年6月27日－2011年7月25日  | 1942年10月8日  |
| 张晋创 | 2011年7月25日－2016年4月2日   | 1949年1月21日  |
| 阮春福 | 2021年4月5日－2023年1月18日   | 1954年7月20日  |
| 武文賞 | 2023年3月2日－2024年3月20日   | 1970年12月13日 |
| 蘇林   | 2024年5月22日－2024年10月21日 | 1957年7月10日  |

最近去世的一位前任越南国家主席是陈德良，于2025年5月20日去世，享年88岁。